# Afromontà
L'afromontà és la subregió Afrotropical i les seves espècies de plantes i animals comunes en les muntanyes d'Àfrica i d'Aràbia meridional. Les regions afromontanes són discontínues

## Geografia
Les comunitats afromontanes apareixien en altituds d'entre 1.500 i 2.000 metres i prop de l'equador terrestre. Arriben a molta menor altitud (300 m) als boscos Knysna-Amatole d'Àfrica del Sud. Els boscos afromontans són generalment més frescos i més humits que els de les terres baixes que els envolten.

## Flora
Apareixen plantes dels gèneres Podocarpus i Afrocarpus, junt amb Prunus africana, Hagenia abyssinica, Juniperus procera, i el gènere de l'olivera, Olea spp.. A més altitud hi ha la flora Afroalpina.
Són endèmiques afromontanes les famílies de plantes Curtisiaceae i Oliniaceae mentre que Barbeyaceae és gairebé endèmica. Els gèneres d'arbres Afrocrania, Balthasaria, Curtisia, Ficalhoa, Hagenia, Kiggelaria, Leucosidea, Platypterocarpus, Trichocladus, Widdringtonia, i Xymalos són endèmics afromontans com també els gèneres de plantes Ardisiandra, Cincinnobotrys, i Stapfiella.